# Rhyacophila baibarana
Rhyacophila baibarana là một loài Trichoptera trong họ Rhyacophilidae. Chúng phân bố ở miền Cổ bắc.